# Ujj (mértékegység)
Az ujj hosszúság mértékegység. Latinul digitus.

## Története
Görög-római és európai eredetű mértékegység. Első magyarországi előfordulása 1244-ből ismert. Általános mérték.
- 1 ujj = 4 árpaszem = kb. 1,7 – 1,9 cm
- 16 ujj  = 1 láb ~ 18,9-33,6 cm; a gyakorlatban általában 31,6 cm.

Változata a királyi ujj (1,953 cm).